# Jerome (Arkansas)
Jerome est un village situé dans l’État américain de l'Arkansas, dans le comté de Drew.